# Сатурн (премія, 1980)
26 липня 1980 року відбулася сьома церемонія вручення премії «Сатурн», яка нагороджує найкращих у жанрі наукової фантастики, фентезі та фільмів жахів за 1979 рік.

## Переможці та номінанти
Нижче наведено повний список номінантів і переможців. Переможці виділені жирним шрифтом .

### Кінопремії
| Найкращий науково-фантастичний фільм | Найкращий фентезійний фільм |                     |
| --- | --- | ------------------- |
| - Чужий - Чорна діра - Місячний гонщик - Зоряний шлях: Фільм - Подорож у машині часу | - Маппети у кіно - Арабські пригоди - Адела ще не вечеряла - Остання хвиля - Лускунчик |                     |
| Премія «Сатурн» за найкращий фільм жахів | Найкращий фільм іноземною мовою |                     |
| - Дракула - Жах Амітивіля (фільм, 1979) - Любов з першого укусу - Клітка Мафу - Фантазм (фільм) | - Адела ще не вечеряла - Мовчазна Флейта - Повідомлення з космосу - Носферату — привид ночі - Патрік - Зіткнення зірок |                     |
| Найкращий фільм із бюджетом менше ніж 1 млн. $ | |                     |
| - Planet of Dinosaurs - The Clonus Horror | |                     |
| Найкращий актор | Найкраща акторка |                     |
| - Джордж Гамільтон — за роль Дракули у фільмі Любов з першого укусу - Френк Ланджелла — за роль Дракули у фільмі Дракула - Крістофер Лі — за роль халіфа Альказара у фільмі Арабські пригоди - Малкольм Макдавелл — за роль Герберта Веллса у фільмі Подорож у машині часу - Вільям Шетнер — за роль Джеймса Кірка у фільмі Зоряний шлях: Фільм | - Мері Стінберген - за роль Емі Роббінс у фільмі Подорож у машині часу - Персіс Хамбатта — за роль Айлії у фільмі Зоряний шлях: Фільм - Марго Кіддер — за роль Кеті Лутц у фільмі Жах Амітивіля - Сьюзан Сент-Джеймс — за роль Сінді Сондхайм у фільмі Любов з першого укусу - Сігурні Вівер — за роль Еллен Ріплі у фільмі Чужий |                     |
| Найкращий актор другого плану | Найкраща акторка другого плану |                     |
| - Арте Джонсон — за роль Ренфілда у фільмі Любов з першого укусу - Річард Кіл — за роль Щелепи у фільмі Місячний гонщик - Леонард Німой — за роль Спока у фільмі Зоряний шлях: Фільм - Дональд Плезенс — за роль Джека Сьюарда у фільмі Дракула - Девід Ворнер — за роль Джека-Різника у фільмі Подорож у машині часу                           | - Вероніка Картрайт — за роль Ламберти у фільмі Чужий - Памела Хенслі — за роль Ардали у фільмі Бак Роджерс у XXV столітті - Жаклін Гайд — за роль Де Ренці у фільмі У темряві - Марсі Лафферті — за роль Бет Вільямс у фільмі День закінчився - Нішель Ніколс — за роль Нійота Ухура у фільмі Зоряний шлях: Фільм                |                     |
| Найкращий режисер | Найкращий сценарій |                     |
| - Рідлі Скотт — Чужий - Джон Бедем — Дракула - Ніколас Мейєр — Подорож у машині часу - Пітер Вір — Остання хвиля - Роберт Вайз — Зоряний шлях: Фільм | - Ніколас Мейєр — Подорож у машині часу - Джек Бернс та Джерри Джул — Маппети у кіно - Джеррі Дей та Джеб Роузбрук — Чорна діра - Роберт Кауфман — Любов з першого укусу - Ден О'Бенон — Чужий |                     |
| Найкраща музика | Найкращий костюм |                     |
| - Міклош Рожа - Подорож у машині часу - Кен Торн — Арабські пригоди - Джон Баррі — Чорна діра - Пол Вільямс — Маппет-фільм - Джеррі Голдсміт — Зоряний шлях: Фільм | - Жан-П'єр Дорлеак — Бак Роджерс у XXV столітті - Жан-П'єр Дорлеак –Зоряний крейсер «Галактика» - Гізела Сторч — Носферату — привид ночі - Роберт Флетчер — Зоряний шлях: Фільм - Сел Ентоні та Івонн Кубіс — Подорож у машині часу                                                                                               |                     |
| Найкращий грим | Найкращі спецефекти | Найкращі спецефекти |
| - Вільям Дж. Таттл — Любов з першого укусу - Пет Хей — Чужий - Том Савіні — Світанок мерців - Пітер Робб-Кінг — Дракула - Фред Філліпс, Жанна Філліпс та Ве Ніл — Зоряний шлях: Фільм | - Джон Дікстра, Дуглас Трамбулл та Річард Юрич — Зоряний шлях: Фільм - Нік Алдер і Брайан Джонсон — Чужий - Пітер Елленшоу — Чорна діра - Джон Еванс і Джон Річардсон — Місячний гонщик - Роббі Нотт — Маппети у кіно |                     |

### Спеціальні нагороди

#### Золотий свиток за видатні досягнення
- Шоу жахів Роккі Хоррора

#### За досягнення в кар'єрі
- Джин Родденберрі
- Вільям Шетнер

#### Нагорода імені Джорджа Пала
- Джон Бедем

#### Найпопулярніший міжнародний виконавець
- Роджер Мур

#### Видатні досягнення перед Академією
- Роберт В. Мікелуччі
- Вільям Г. Вілсон мл.